# Сируго Сото (Катанцаро)
Сируго Сото је насеље у Италији у округу Катанцаро, региону Калабрија.
Према процени из 2011. у насељу је живело 28 становника. Насеље се налази на надморској висини од 1004 м.